# لوكاس روسي (لاعب هوكي الحقل)
لوكاس روسي (بالإسبانية: Lucas Rossi) هو لاعب هوكي الحقل أرجنتيني، ولد في 2 يونيو 1985 في بوينس آيرس في الأرجنتين.

## وصلات خارجية
- لوكاس روسي على موقع الاتحاد الدولي للهوكي (الإنجليزية)
- لوكاس روسي على موقع أوليمبيديا (الإنجليزية)
- لوكاس روسي على موقع اللجنة الأولمبية الأرجنتينية (الإسبانية)